# Méthode progressive-régressive
La méthode progressive-régressive est une formule et un concept proposés initialement par Henri Lefebvre liés à la méthode du matérialisme dialectique qu'il assimile et développe. Mobilisée par exemple dans la philosophie de Jean-Paul Sartre, qui se réfère explicitement à la conception de Lefebvre tout en la retravaillant, elle devient pour ce dernier une méthode d'appréhension de l'histoire qui tente de concilier son interprétation du "déterminisme" dans le matérialisme dialectique issu des travaux de Marx et d'Engels d'une part et l'existentialisme d'autre part qui, lui, entend s'opposer à tout déterminisme de l'Homme. On retrouve un autre usage de la notion, pour lequel Lefebvre est également crédité, dans les travaux du sociologue Alain Bihr. Bertell Ollman est un des théoriciens qui explicite les liens entre cette méthode progressive-régressive et le matérialisme dialectique,,,,.

## Une dialectique sartrienne de la détermination et de la non-détermination

### Un double mouvement
Dans les Questions de méthode, Sartre expose pour la première fois sa méthode progressive-régressive d'analyse de l'histoire. Son objectif est de saisir les individus et leurs projets dans le cadre de l'histoire. Pour ce faire, Sartre identifie un double mouvement à réaliser sur chaque individu que l'on souhaite analyser.
Le premier mouvement est régressif, qui va vers le passé. Ce mouvement replace l'individu dans son cadre, dans son milieu socio-économique (et donc sa période historique, conformément au matérialisme historique) ; analyser un individu uniquement par la méthode régressive, c'est avoir recours au passé de l'individu et à ses conditions économico-sociales pour l'expliquer.  
Le second est un mouvement progressif, qui va du passé vers le futur, et qui saisit l'individu et le projet qu'il porte. Ajouter le mouvement progressif, fondé dans l'existentialisme sartrien qui s'oppose au déterminisme, au mouvement régressif marxiste qui met une emphase sur le déterminisme, permet d'échapper au mécanicisme marxien. Bien qu'il soit en partie déterminé par son milieu social, Sartre déclare que l'homme "traverse le milieu social tout en conservant les déterminations et [il] transforme le monde sur la base de conditions données". 

### Une méthode d'analyse de l'Histoire
La méthode progressive-régressive est une manière pour Sartre d'accomplir son projet philosophique qui est de placer l'homme au fondement de son existence propre et, par extension, de l'Histoire.
Sartre essaie en effet de dépasser la méthode marxiste d'analyse des phénomènes historiques, déterministe, qui permet certes d'expliquer pourquoi un évènement est arrivé nécessairement après un autre, mais qui ne permet pas d'expliquer pourquoi tel individu a joué le rôle décisif dans cet évènement. Par exemple, Gueorgui Plekhanov écrit que la situation sociale française en termes de rapports de forces entre les classes sociales a rendu inévitable la dictature napoléonienne après la Révolution française. Mais Plekhanov est incapable, avec la méthode marxiste, d'expliquer pourquoi Napoléon fut le général qui prit le pouvoir, et non un autre général. Cela s'explique par le fait que Plekhanov n'utilise une méthode que régressive, et non régressive et progressive. La méthode progressive-régressive, si elle effectue un premier mouvement vers le passé, n'oublie pas l'homme, dans ce qu'il a de concret et de singulier, l'homme existentialiste qui définit son existence par ses actions.
Sartre conclut son ontologie de l'homme, qui se trouve au fondement de sa méthode progressive-régressive, en écrivant qu'« on voit comme, à la fois, le passé est indispensable au choix de l'avenir, à titre de « ce qui doit être changé » [...] — et comme, d'autre part, cette nature même du passé vient au passé du choix originel d'un futur ».

## Un concept sartrien en rupture avec l'orthodoxie marxiste
La croyance de Sartre en l'existentialisme le place à l'extérieur du noyau dur des penseurs marxistes orthodoxes de son temps. Cependant, la méthode progressive-régressive est vue par plusieurs intellectuels marxistes comme une acceptation, quoiqu'hétérodoxe, d'une des bases du marxisme, à savoir le matérialisme dialectique. Philippe Malrieu se réjouit ainsi que Sartre abandonne sa doctrine de la non-détermination complète que prône l'existentialisme pour admettre la nécessaire prise en compte du mouvement régressif, c'est-à-dire de la détermination par le social de la conscience.